# Electra (filha de Atlas)

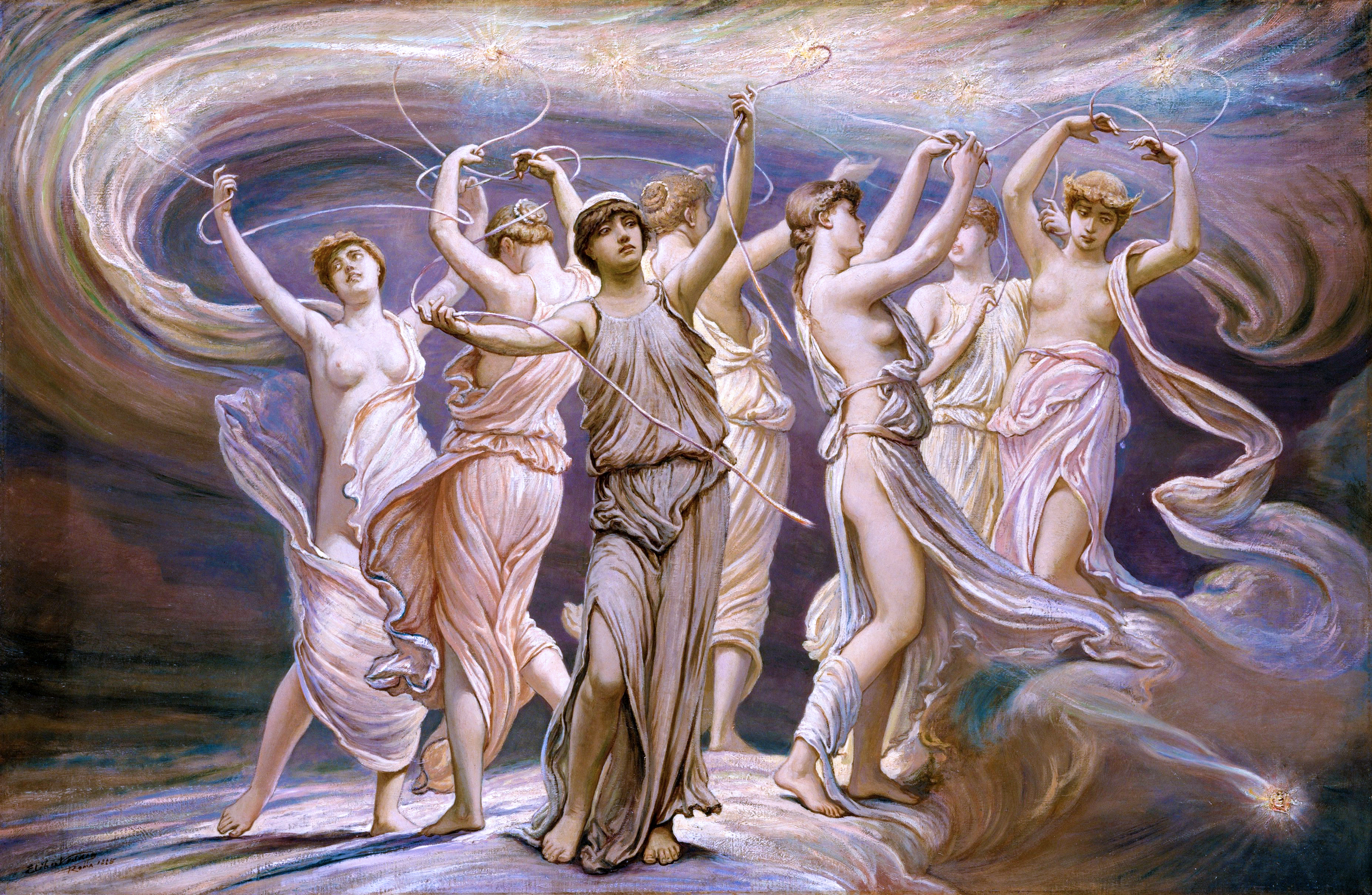
Electra e suas seis irmãs em "As Plêiades", filhas de Pleione.

Electra, na mitologia grega, foi uma filha de Atlas e Pleione. 
Ela teve dois filhos e uma filha com Zeus, nascidos na Samotrácia: Dardano, Iásio e Harmonia. Apolodoro lista apenas Iásio e Dardano como seus filhos com Zeus; Harmonia seria filha de Ares e Afrodite.
Iásio se apaixonou por Deméter, tentou violentá-la e foi fulminado por um raio de Zeus. Triste com a morte do irmão, Dardano mudou-se da Samotrácia para o outro lado do mar, casou-se com Bátia, filha do rei Teucro, e tornou-se rei da Dardânia.